# Daniel Lemma
Daniel Lemma Eriksson (Etiopia, 12 ottobre 1970) è un cantante etiope naturalizzato svedese.

## Biografia
Daniel Lemma ha fatto il proprio debutto nell'industria discografica con l'album in studio Morning Train (2001), classificatosi 3º nella Sverigetopplistan e certificato oro dalla IFPI Sverige; dal disco è stata estratta la hit If I Used To Love You (2001), anch'essa disco d'oro e prima top ten del cantante nella hit parade. Ha ricevuto la nomination ai premi Grammis.
Meeting at the Building (2002) è stato il suo secondo LP a entrare la top 10 svedese, mentre Dreamers & Fools (2005) si è fermato alla 24ª posizione della classifica.
Somebody on Your Side (2007) e Rebound (2009) si sono collocati rispettivamente al 26º e 31º posto della graduatoria nazionale.

## Discografia

### Album in studio
- 2001 – Morning Train
- 2002 – Meeting at the Building
- 2005 – Dreamers & Fools
- 2007 – Somebody on Your Side
- 2009 – Rebound
- 2012 – Telescope
- 2016 – Stjärnornas tröst
- 2016 – Common Ground
- 2019 – Punch of Love
- 2021 – Sörgårdens tak
- 2023 – Addis

### Album dal vivo
- 2004 – One Night Live & Unplugged

### EP
- 2021 – Sörgårdens tak EP

### Singoli
- 2001 – If I Used To Love You
- 2001 – Anyhthing Can Happen
- 2002 – Cordelia
- 2003 – Higher Ground
- 2005 – Lovelight
- 2006 – Teardrops
- 2016 – Sinnerman (con la Hot This Year Band)
- 2016 – Stjärnornas tröst (con Frida Öhrn)
- 2018 – One Small Step
- 2018 – Last Dance/No Winners
- 2019 – Punch of Love
- 2021 – Why (con Juliette Ashby)
- 2021 – Dirty Game (con Promoe e Partillo)
- 2021 – Leka tre (con I En Stad feat. Nils Berg & Kalle Carmback)
- 2021 – Rum i ditt hjärta
- 2023 – Mountain Rose
- 2023 – Amoroch